# Ran Mouri
Ran Mouri (毛利 蘭 Mōri Ran) és un personatge de la sèrie d'anime Detectiu Conan. És l'amiga de tota la vida i està enamorada del protagonista, Shinichi Kudo. No pot evitar preocupar-se quan s'involucra en casos perillosos. És capitana del club de karate de l'institut Teitan. La seva millor amiga és Sonoko Suzuki i el seu pare és Kogoro Mouri, el qual viu amb ella.
L'últim dia que el veu té un mal presagi, però en Shinichi no li fa cas. De totes maneres, el seu nou "company de pis", en Conan Edogawa, és un nen molt espavilat i simpàtic, que li fa pensar en Shinichi a la seva edat.
La Ran creu que al seu amic (i enamorat) li ha passat alguna cosa terrible, però no hi ha manera de posar-s'hi en contacte. Li truca de tant en tant. De vegades té la sospita que en Conan i en Shinichi són la mateixa persona.